# Johannes Franz
Johannes Franz (18 de Maio de 1907 - 26 de Janeiro de 1964) foi um comandante de U-Boot que serviu na Kriegsmarine durante a Segunda Guerra Mundial.